# Evanthore Vestergaard
Evanthore Vestergaard (født 3. februar 1954) er en dansk forfatter, journalist, komponist og kulturel iværksætter.
Han studerede 1970-78 ved Nordjysk Musikkonservatorium med hovedfagene orgel, musikhistorie, musikteori og komposition og musik og filosofi ved Aarhus Universitet 1974-1980. Han var 1969-1978 organist ved Ørum Kirke i Vendsyssel og vikar ved kirker i Nordjylland. 1978 blev han ansat ved Danmarks Radio som "fast free lance". 1980-81 var han musikredaktør ved Weekendavisen. Han har desuden virket som musikanmelder ved Aalborg Stiftstidende og Kristeligt Dagblad og skrevet omkring 4.000 artikler, herunder i danske og udenlandske dag- og fagblade. 
Vestergaards musikproduktion indeholder ca. 1.500 opus indenfor kammermusik, sange, orkestermusik, soloværker m.m. og en meget stor del eksperimenterende kirkemusik, herunder flere hundrede salmer, komponeret i 1970'erne, hvor han tillige var initiativtager til liturgiske, ofte kontroversielle, eksperimenter i Folkekirken. Siden 2000 indeholder produktionen electronica og kommerciel musik.
Vestergaard har været medarbejder på DR i P1 og P2 1979-2004 med specialer i kulturreportage og klassisk musik, herunder især ny musik. Nu arbejder han som free lance-journalist, forfatter, komponist og projektmager. 2015-2018 free lance OB-producer i DR P1.  
Siden 2004 har Vestergaard udgivet bøgerne Beatleshår og behagesyge, lønstrup.dk, Indtryk – Udtryk, UNIKA, "Signatur", "Klummer er osse brød" og "Aalborg fra oven". Desuden digtprojektet "Samlet Evanthore - digte 2015-2019" med foreløbigt "Hvis Alt Kommer Til Alt - prosaiske digte (2015), "BYEN - hjemstavnsdigte" (2016), "Airborne - digte fra fly" (2017), "Verden - universelle digte" (2019), "Jeg klær mig nøgen" (2021) og "TID - øjeblikkelige digte" (2024). I 2019 desuden bogen "Aalborg fra oven". Fra 3/2-2019 www.engang.nu (Erindring - Erfaring - Erkendelse), et online-værk, der løbende udvides og opdateres og fra 2020 også udkommer årligt som bog. I 2010 etablerede han Forlaget Nordkraft og i 2010 grundlagde han og var 2011-2012 projektleder for Ordkraft Festival i Aalborg. 2013 grundlægger af og siden medarbejder på Kulturmødet. I 2009-10 var han vært på serierne "Evans Indtryk" og "Nordjysk Kunsthåndværk" på TV2/Nord. Fra 2016-2022 tilrettelægger af og vært for "AAT Dialog" - samtalesaloner på Aalborg Teater og TV-serien KulSamTurTaler (2020). Fra 2021 anmelder/skribent www.kulturen.nu. Fra 2024 skribent Magasinet The Global.